# میولات (فلوریدا)
میولات (به انگلیسی: Mulat) یک منطقهٔ مسکونی در ایالات متحده آمریکا است که در فلوریدا واقع شده‌است. میولات ۲۵۹ نفر جمعیت دارد و ۳٫۰۵ متر بالاتر از سطح دریا واقع شده‌است.